# Manguissa (peuple)
Pour les articles homonymes, voir Manguissa.
Les Manguissa (ou Menguissa) sont une population bantoue du Cameroun vivant dans la région du Centre, notamment dans le département de la Lekié. Ils font partie du grand groupe des Beti et sont relativement proches des Eton. On retrouve les Manguissa dans les arrondissements de Sa'a et d'Ebebda qu'ils partagent avec leurs voisins Eton. Leur nombre a été estimé à 20 000 vers 1980.

## Langue
Généralement assimilés aux Eton, ils parlent le manguissa, et l'ati, deux langues bantoue.
Il faut préciser que l'ati est la langue jadis parlée par les Beti avec lesquels ils ont traversé la Sanaga. Les Manguissa autrefois divisés en trois groupes, les Beti (BenyAbéga, BenyiNoko et les Ossoko), les Betchewa (groupe proche des Yambassa) et les Menyouktou, sont aujourd'hui mélangés. Le manguissa parlé ce jour serait l'ancienne langue du groupe des Menyouktou, le groupe des Betchewa ayant son parlé qui le différencie ce jour. La langue du groupe des Beti chez les Manguissa était l'ati, encore appelé leti. On dit d'ailleurs chez les Manguissa que « le Beti parle leti ».

## Personnalités
- Osendé Afana, militant nationaliste camerounais et est le tout premier camerounais et africain subsaharien à avoir obtenu un doctorat en sciences économiques, thèse portant sur « l'économie de l'Ouest-Africain », parue aux éditions Maspero.
- Jean Zoa, Ancien archevêque de Yaoundé[3].
- Séverin Cécile Abega, écrivain.
- ELOGO METOMO Salomon 1933-2021, Administrateur civil principal, ancien Chef de Cabinet du Ministre des Affaires Etrangères, ancien Secrétaire Général Adjoint au Premier Ministère, ancien Directeur Général de la Caisse de Compensation, 1er Directeur Général de la Caisse Nationale de Prévoyance Sociale du Cameroun 1967-1980 ( CNPS), Ancien Directeur Général de l'Organisation Camerounaise de la Banane1981-1987 ( OCB). 1987: Retraite anticipée. 1965: Mérite Camerounais de 3ème Classe. 1971: Officier du Mérite Camerounais. 1975: Chevalier de l'Ordre de la Valeur. 1977: Officier de l'Ordre de la valeur. Vie religieuse: 1990: Modérateur du consistoire. 1990-1992: Directeur des Oeuvres Médicales de l'EPC (Bénévolat).
- Honorable Cécile Epondo Fouda, journaliste, député à l'Assemblée nationale, ancien directeur de la communication à la Société nationale des hydrocarbures.
- Médard Ngaba, ancien ministre de la Fonction publique et ancien maire de Sa'a.
- Pr Jean Marie KASSIA, médecin et chercheur, président de la société africaine de chirurgie endoscopique et Administrateur Directeur Général du CRACERH.
- Pr Félix ZOGO, Journaliste, Enseignant à l'ESSTIC, Secrétaire  Général au MINCOM.
- Dieudonné MBENA MENGUE, ancien Directeur des Prestations à la Caisse Nationale de Prévoyance Sociale (CNPS), ancien maire de Sa'a.
- Bruno NDONGO ZINGA, Ingénieur Général de Génie Civil et ancien Directeur Général des Marchés de Infrastructures au MINMAP.
- Hon. NDONO MBANGA, ex Maire et député de Njombé-Penja. Homme politique et Opérateur économique.
- Odile NGASKA, artiste.
- Jean Marie MVOGO, Commissaire Divisionnaire et Inspecteur Général à la DGSN.
- Benoît Parfait MBOLE MBOLE, Ancien Directeur Général des Travaux d’infrastructures (DGTI) au Ministère des Travaux Publics (MINTP).
- NOAH MESSINA, Maire de la Commune de Sa’a.
- Dr Charles ASSAMBA ONGONDO, Diplomate, Vice-Président de la Commission CEMAC. Ancien Directeur Général de la Coopération et de l’Integration Régionale au MINEPAT.